# 縣道153號
縣道153號（麥寮－好收），北起雲林縣麥寮鄉光大寮，南至雲林縣北港鎮好收，全長共計17.267公里（公路總局資料）。

## 支線

### 甲線
縣道153甲線（後安寮－麥寮），全線皆位於雲林縣麥寮鄉，為台61線之側車道，北起橋頭銜接台61線橋頭交流道；南至光大寮新虎尾溪旁銜接縣道153號，全長共計6.233公里。起點雖標示為後安寮，但路線完全未進入後安寮境內。

## 行經行政區域
主線
全線均位於雲林縣境內。
| 麥寮鄉 | 光大寮     | 0.000  | 台17線              | 公路起點             |
| 麥寮鄉 | 光大寮     | －     | 縣道153甲線         | 縣道153甲線終點      |
| －     |            |        |                     |                      |
| 東勢鄉 | 阿坤厝     | －     | （地區道路）        |                      |
| 東勢鄉 | 阿坤厝     | －     |                     |                      |
| 東勢鄉 | 阿坤厝     | 3.200  | 縣道158甲線         |                      |
| 東勢鄉 | 阿芹厝     | －     | （地區道路）        |                      |
| 東勢鄉 | 阿芹厝     | －     | 雲120線             | 雲120線終點          |
| 東勢鄉 | 舊許厝寮   | －     | 雲120線             | （同上）             |
| 東勢鄉 | 舊許厝寮   | －     | 雲121線             | 雲121線起點          |
| 東勢鄉 | 下許厝寮   | －     | （地區道路）        |                      |
| 東勢鄉 | 下許厝寮   | －     | 雲106線             | 雲106線起點          |
| 東勢鄉 | 昌南       | －     | 雲106線             | （同上）             |
| 東勢鄉 | －         |        |                     |                      |
| 東勢鄉 | 下許厝寮   | －     | （地區道路）        |                      |
| 東勢鄉 | 昌南       | －     | （地區道路）        |                      |
| 東勢鄉 | 東勢市區   | －     | （地區道路）        |                      |
| 東勢鄉 | 東勢交流道 | 7.800  | 台78線              |                      |
| 東勢鄉 | 東勢市區   | 8.700  | 縣道158號           |                      |
| 東勢鄉 | 東勢市區   | －     | 雲7線               | 雲7線終點            |
| 東勢鄉 | 牛埔頭     | －     | 雲124線             | 雲124線終點          |
| 東勢鄉 | 牛埔頭     | －     | 雲113線             | 雲113線起點          |
| 東勢鄉 | 牛埔頭     | －     | 雲112-1線           |                      |
| 東勢鄉 | 牛埔頭     | －     | 雲112線             | 與雲112線共線起點    |
| 東勢鄉 | 牛埔頭     | －     | 雲112線             | 與雲112線共線終點    |
| －     |            |        |                     |                      |
| 四湖鄉 | 溪底       | 11.500 | 縣道160號           | 與縣道160號共線起點  |
| 四湖鄉 | 溪底       | －     | 縣道160號           | 與縣道160號共線終點  |
| 四湖鄉 | －         |        |                     |                      |
| 四湖鄉 | 魚寮       | 13.300 | 雲116線             |                      |
| 北港鎮 | 番子溝     | －     | （地區道路）        |                      |
| 北港鎮 | 番子溝     | －     |                     |                      |
| 北港鎮 | 番子溝     | 16.000 | 雲158線             | 雲158線起點          |
| 北港鎮 | 番子溝     | －     |                     |                      |
| 北港鎮 | 番子溝     | －     | （地區道路）        |                      |
| 北港鎮 | －         |        |                     |                      |
| 北港鎮 | 大北門     | －     | （地區道路）        |                      |
| 北港鎮 | 好收       | 18.900 | 縣道155號 · 雲165線 | 公路終點 雲165線終點 |
| 共線   |            |        |                     |                      |

甲線
全線均位於雲林縣境內。
| 鄉鎮 市區 | 地點       | 里程 （km） | 交會道路           | 備註     |  |
| --------- | ---------- | ----------- | ------------------ | -------- |  |
| 麥寮鄉    | 橋頭交流道 | 0.000       | 台61線             | 公路起點 |  |
| 麥寮鄉    | 橋頭       | －          | （地區道路）       |          |  |
| 麥寮鄉    | 沙崙後     | －          | 雲1-5線            |          |  |
| 麥寮鄉    | 沙崙後     | －          | 雲1-3線            |          |  |
| 麥寮鄉    | 瓦磘寮     | －          | 雲6線              |          |  |
| 麥寮鄉    | 霄仁厝     | －          | 雲6線              |          |  |
| 麥寮鄉    | 麥寮交流道 | －          | 台61線 · 縣道156號 |          |  |
| 麥寮鄉    | 興化寮     | －          | 雲8線              |          |  |
| 麥寮鄉    | 光大寮     | 6.233       | 縣道153號          | 公路終點 |  |
|           |            |             |                    |          |  |

## 沿線路名
主線
| - 光復南路 - 新坤路 - 新吉路 - 安南路 - 康安路 | * 北水路 - 自強路 - 東勢東路 - 東榮路 - 嘉隆路 - 成功路 - 番溝路 |

## 沿線設施與景點
| 主線 - 雲林縣東勢鄉安南國民小學 - 東勢交流道（ 台78線） - 雲林縣立東勢國民中學 - 雲林縣四湖鄉東光國民小學 - 雲林縣北港鎮育英國民小學 | 甲線 - 橋頭交流道（ 台61線） - 麥寮交流道（ 台61線） |